# .abc
.abc là tên miền cấp cao nhất dùng chung danh cho thương hiệu đang được đề xuất trong Chương trình gTLD mới của ICANN. Người đăng ký sở hữu tên miền là American Broadcasting Company.